# 米国議会図書館件名標目表
米国議会図書館件名標目表（べいこくぎかいとしょかんけんめいひょうもくひょう）（英語: Library of Congress Subject Headings）（LCSH）とは，米国議会図書館によって維持管理される、シソーラス構造を持つ統制語彙 (en:controlled vocabulary)集の一つである。目録対象資料の主題を表す件名標目を書誌レコードに記録するために使用される。

## 理論と実践
件名・分類は人的かつ知的な成果であり、訓練された専門家が情報資源に対し主題の説明を与えるものである。当然、すべての図書館が、統一基準に従うことなく，それぞればらばらにその蔵書を主題によってカテゴライズすることも可能である。しかし、米国議会図書館件名標目表が広く受け入れられ使用されることで、世界中のどの図書館の蔵書であっても、正しい標目が付与されてさえいれば，同じ検索戦略とLCSHシソーラスによって統一的に検索しアクセスすることができる。それゆえ、LCSHの決定に際しては図書館コミュニティにおける大きな議論や、時には論争を伴うことがある。
LCSHがカバーする主題範囲は広いが、LCSHの使用が理想的もしくは効果的であるとはいえない図書館もある。特徴ある蔵書や利用者コミュニティに対応するためには、別の件名標目表が適している場合もある。米国立医学図書館 は保健科学分野のデータベースや蔵書に対して用いるため、 国立医学図書館件名標目表(MeSH)を維持管理している。通常、大学図書館ではLCSHとMeSHの両方を付与することはない。カナダでは、カナダ国立図書館がLCSHにカナダやカナダ関連の主題にアクセス・表現するための標目を補足したカナダ国立図書館件名標目表 (en:Canadian Subject Headings) (CSH)を策定した。

## LCSHの方針の問題
これまで、アフリカ系アメリカ人を表す語など、人種や民族を記述するための語を採用する際に議論があった。1990年代まで、LCSHの管理者は件名を変更しないという強い方針を持っていた。この方針は、件名標目が変更された場合に起こりえる重複や混乱を防ぐためのものであった。それゆえ、アフリカ系アメリカ人という主題を表すLCSHは、この語がもはや一般の人々に使われなくなった後もずっと「Afro-American」のままであった。LCSHが図書館利用者のニーズを反映させるために語の変更を認めたのは1996年であった。それにもかかわらず、多くの一般的な語（自然言語による語）はLCSHにおいて使われておらず、利用者による情報資源の発見に悪い影響を与えている可能性がある。図書館情報学 の研究では、LCSHにおいて使われている語に文化的またジェンダー的なバイアスがあり、これらが図書館利用者の情報資源へのアクセスを制限していると指摘している。この分野におけるアメリカの有名な図書館情報学者はサンフォード・バーマン(en:Sanford Berman)である。
性的な主題を持つ情報資源の組織と記述にバイアスがかかっているとの批判もある。異性愛に関する著作にはめったにLCSHが付与されることがなく、利用者に対して、異性愛のほうがノーマルなので同性愛のみが議論に値するといった印象を与えると指摘されている。

## データへのアクセス
件名標目表は赤い表紙の冊子体で刊行されており、「red book(赤本)」と通称されていた。2013年に刊行された第35版をもって冊子体の刊行は終了し、2014年6月の第36版以降毎年、新しいPDF版がLCのウェブサイト上で無料公開されている。有料サービスであるLibrary of Congress Classification Webで検索できるほか、個別のレコードの検索はLibrary of Congress Authoritiesにて無料で行える。データは米国議会図書館により毎週更新される。データは米国議会図書館目録情報配布サービスより有償頒布されている。
ウェブサービスとしては、SKOSを使用して件名標目を簡易にブラウズできる lcsh.infoがEd Summersという米国議会図書館員により2008年ごろに構築された。lcsh.info は米国議会図書館による2008年12月18日付の命令により閉鎖された。この通知はティム・バーナーズ・リー(Tim Berners-Lee)やLibraryThingのティム・スポールディング(Tim Spalding)など、図書館情報学およびセマンティック・ウェブ等のコミュニティを失望させた。その後、2009年4月に米国議会図書館は、LCSHをブラウズするための自館独自のウェブサービスid.loc.govを開始した。

## LCSHの種類と形
LCSHに収録されている件名標目は、主標目と件名細目に分けられる。主標目となりうる件名標目は、トピカル標目、形式標目、固有名標目の3種類である。トピカル標目とは、幅広い概念・現象を表す標目で、例えば学問領域名、物質名、科学現象などを表す。形式標目は、情報資源の内容ではなく、形態や形式そのものを表す標目で、例えば「多言語辞典」、「地図帳」などがある。固有名標目とは、人物名、団体名、地名、歴史的出来事を表す標目である。件名細目は、主標目で表現している概念をさらに特定の側面に限定して表現しているものに使用する。件名細目には、トピカル件名細目、地名件名細目、時代件名細目、形式件名細目、汎用件名細目、多重件名細目などの種類がある。
主標目の後に付与する件名細目には、列挙順序がある。例えば、特定の「場所」に関連した歴史・政治・文化等の側面を扱っている場合、基本的には「地名主標目＋トピカル件名細目」の形式となり、その後に時代件名細目、形式件名細目の順で続く。列挙順序は、その件名標目が意味することを正しく表現するために不可欠である。例えば、「France -- History -- Comin books, strips, etc. 」という件名は、「漫画で描かれたフランスの歴史」という意味で、「Comic books, strips, etc. -- France -- History」という件名は、「フランスにおける漫画の歴史」という意味になる。

## LCSHの使用
ハイパーリンク化されたウェブベースのオンライン目録 (OPAC) では、1つの情報資源が特定されれば、利用者はLCSHによってリンクされた類似の情報資源を見つけることができる。しかしながら、LCSHは自然言語で表現されたものではないため、多くの利用者はOPACをキーワードで検索する。さらにOPACでの検索やLCSHに不慣れな利用者は、「件名」フィールドにLCSHではない語を入力し、図書館に彼らが求める主題を持つ情報資源はないものと判断してしまう可能性がある。 たとえばLCSHでは、「thermoregulation(体温調節)」という語の代わりに「Body temperature--Regulation (体温--調節)」という件名標目が使用される。それゆえLCSHを見つけるための最も簡単な方法は、まず「キーワード」検索をし、見つけた適切な情報資源のレコードに記録されているLCSHを見つけるというものである。

## 日本におけるLCSH
LCSHは、国際基督教大学、上智大学、津田塾大学、愛知淑徳大学などの図書館で採用されてきた。慶應義塾大学の図書館では、日本十進分類法の3類に分類される和書に対してのみ、LCSHを付与している。2002年10月より、NIIメタデータ・データベース共同構築事業において、LCSH入力支援のために「日本語訳LCSH」が提供されたが、この事業は2009年3月に終了した。2004年10月に公開された『国立国会図書館件名標目表2004年版(暫定版)』によって、国立国会図書館においてもLCSHとの互換性に配慮した新しい件名標目のしくみが報告されており、国立国会図書館件名標目表におけるLCSHを参照形として含む語は逐次増加している。